# KAELA presents GO! GO! KAELAND 2024 -20years anniversary-
『KAELA presents GO! GO! KAELAND 2024 -20years anniversary-』（カエラ プレゼンツ ゴー！ゴー！カエランド 2024 ～20イヤーズ アニバーサリー～）は、木村カエラが2024年10月26日に開催したライブ。

## 概要
デビュー20周年を記念して行われたライブ。
2012年の『KAELA WEB TOUR 2012』以来12年ぶりに日本武道館にてライブを行った。
ライブは自身の誕生日である10月24日の2日後である10月26日（土曜日）に開催された。
12月10日にLeminoにて、公演の模様が独占配信される。

## セットリスト
1. Level 42
  - 1stシングル表題曲
2. 喜怒哀楽 plus 愛
  - 17thシングル表題曲
  - カネボウ「KATE」CMソング
3. TODAY IS A NEW DAY
  - 21stシングル表題曲
4. チーズ
  - 配信シングル表題曲
  - 松竹配給映画「九十歳。何がめでたい」主題歌
5. Samantha
  - 9thシングル表題曲
6. Sun shower
  - 19thシングル表題曲
7. EGG
  - 22ndシングル表題曲
  - TBS系木曜ドラマ劇場「37.5℃の涙」挿入歌
8. STARs
  - 4thアルバム『+1』リード曲
  - ポッカコーポレーション「キレートレモン」CMソング
9. F(U)NTASY
  - 3rd EP『F(U)NTASY』収録曲
10. Yellow
  - 10thシングル表題曲
  - 日本テレビ系「スポーツうるぐす」テーマソング
11. BANZAI
  - 14thシングル表題曲
  - TBS系『S☆1』テーマソング
  - TNCテレビ西日本『ゴリパラ見聞録』初代テーマソング
12. Jasper
  - 11thシングル表題曲
  - 角川配給映画「マゴリアムおじさんの不思議なおもちゃ屋」日本語吹き替え版主題歌
  - テレビ神奈川「saku saku」2008年2月度エンディングテーマ
13. Circle
  - 2ndアルバム『Circle』リード曲
14. ZIG ZAG feat. BIM
  - 2nd EP『ZIG ZAG』リード曲
  - AVIOT ワイヤレスイヤホン「TE-D01m」CMソング
15. Ring a Ding Dong
  - 15thシングル表題曲
  - NTTドコモ「ひとりと、ひとつ。 walk with you」キャンペーンCMソング
16. MAGNETIC feat. AI
  - 11thアルバム『MAGNETIC』収録曲
17. memories（original version）
  - 12thシングル表題曲
  - 東宝配給映画「パコと魔法の絵本」主題歌
  - RKB毎日放送「今日感テレビ日曜版」オープニングテーマ
18. A winter fairy is melting a snowman
  - 16thシングル表題曲
  - NTTドコモCMソング
  - 「LINE MUSIC」CMソング
19. Magic Music
  - 6thシングル表題曲
  - 東芝「gigabeat」CMソング
  - テレビ神奈川「sakusaku」2009年4月第1週エンディングテーマ
20. You
  - 5thシングル表題曲
  - ネスレコンフェクショナリー「キットカット」CMソング
  - テレビ神奈川『saku saku』2006年1月度エンディングテーマ
21. Snowdome
  - 8thシングル表題曲
  - JR東日本「JR SKISKI」CMソング
22. Butterfly
  - 配信シングル表題曲
  - テレビ神奈川『sakusaku』2009年6月度エンディングテーマ
  - リクルート「ゼクシィ」CMソング
23. You bet!!
  - ベストアルバム『5years』リード曲
  - グンゼ「BODY WILD」CMソング
24. TREE CLIMBERS
  - 7thシングル表題曲
  - モード学園CMソング
25. マスタッシュ
  - 12thシングル表題曲
  - マンダム「LUCIDO-L」CMソング
26. BEAT
  - 4thシングル表題曲
  - テレビ神奈川『saku saku』 2005年10月度エンディングテーマ
27. You know you love me?
  - 1stアルバム『KAELA』収録曲
28. Twenty
  - 3rd EP『F(U)NTASY』リード曲
29. リルラ リルハ
  - 3rdシングル表題曲
  - ボーダフォン 日本法人「連発メール」篇 CMソング
  - テレビ神奈川『saku saku』 2005年4月度エンディングテーマ
30. happiness!!!
  - 2ndシングル表題曲
  - ロート製薬「セセラ」CMソング
  - 「NHK受信料家族割引のお知らせ」CMソング
  - テレビ神奈川『saku saku』 2004年11月度エンディングテーマ